# Rullo (cinema)

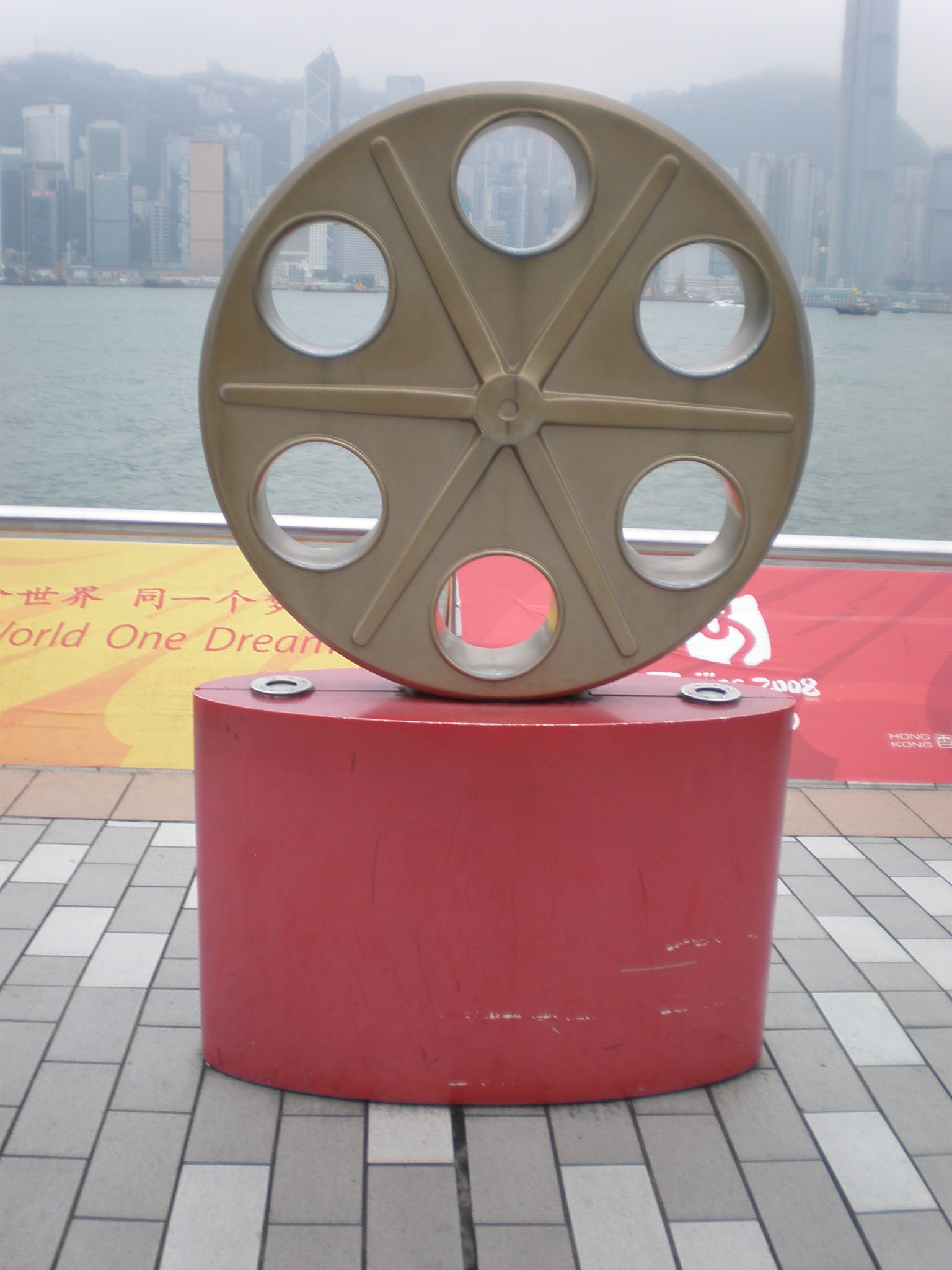
Statua di un rullo cinematografico sulla Avenue of Stars a Hong Kong

Un rullo o bobina di pellicola, nell'ambito cinematografico indica l'esatta quantità di pellicola in una copia di un film. La copia di un film, a seconda della sua durata, è costituita da un determinato numero di rulli. La pellicola viene solitamente avvolta in bobine, in lega metallica o plastica conservate in scatole discoidali, chiamate familiarmente pizze.

## Descrizione

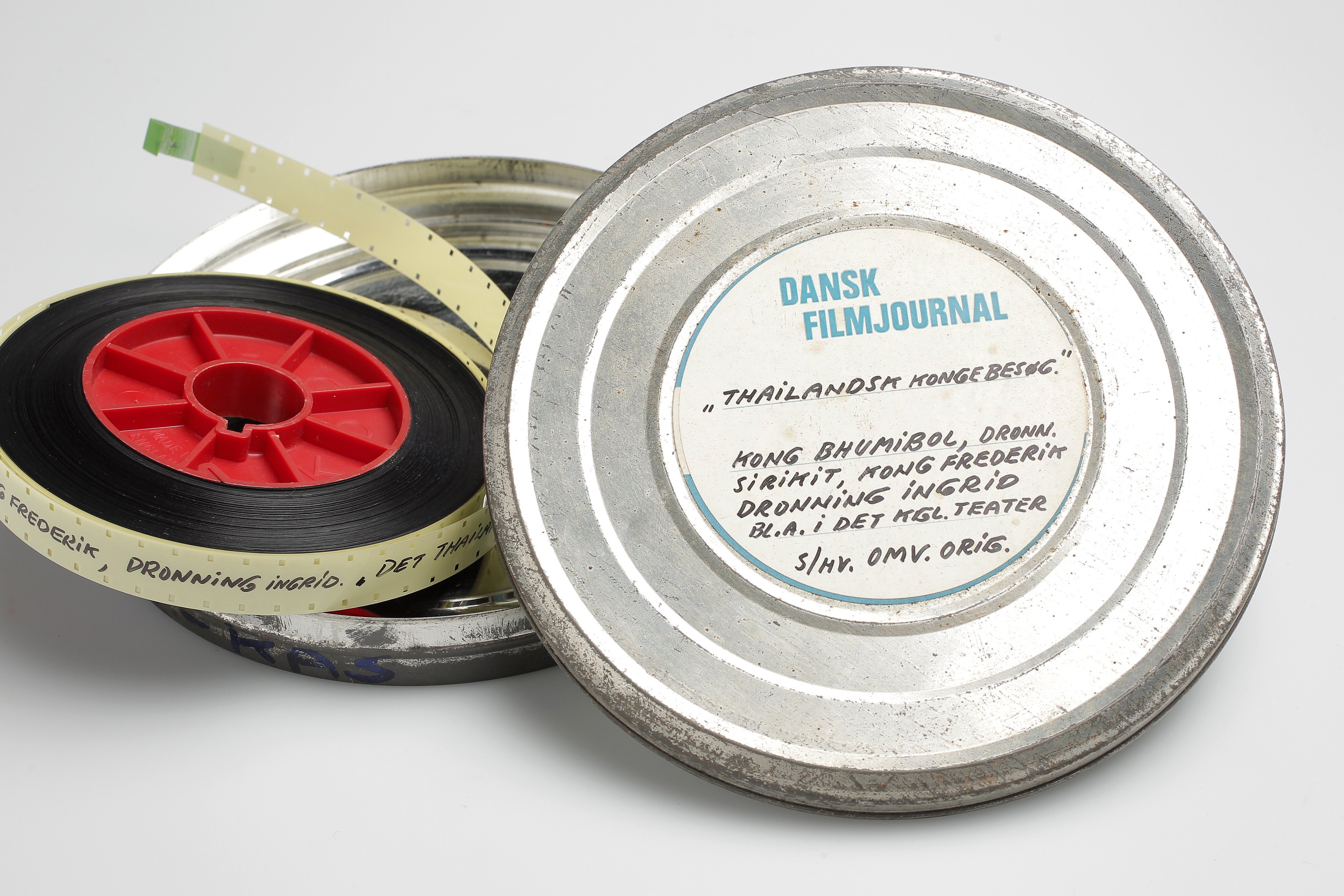
Pizza cinematografica nel formato 16mm

È consuetudine discutere della lunghezza del "movimento delle immagini cinematografiche" in termini di rulli. La durata standard di una pellicola da 35 millimetri è di 1000 piedi (304,8 metri). Un rullo ha una lunghezza di circa 11 minuti alla velocità di un filmato sonoro (24 fotogrammi al secondo) e un po' più a lungo alla velocità di filmato muto (che approssimativamente varia da circa 16 a 18 fotogrammi al secondo). In passato nella maggior parte dei film erano visibili segnali che indicavano al proiezionista la fine della bobina e la sua sostituzione, i cosiddetti bollini di sincronizzazione, cerchi neri in alto a destra del quadro.